# Пламен Антов
Пламен Антов е български литературен историк, поет и драматург.

## Биография
Пламен Антов е роден на 12 август 1964 г. в Михайловград (Монтана). Завършил е Образцовата политехническа гимназия „Христо Михайлов“ – Михайловград (1982) и Българска филология в СУ „Св. Климент Охридски“ (1989). Доктор по филология с тема на дисертацията: „Българският постмодернизъм в традициите на българската модерност. Контекст. Генезис. Специфика“ (2006). През 2016 г. защитава дисертация за придобиване на научна степен „Доктор на науките“ на тема „1880-те: литература и философия на историята. Вазов Авторска воля и памет на творбата“. Работи в Института за литература при БАН – литературен сътрудник (2006), ст.н. с. ІІ ст. (2009) и професор (2020).
Пише поезия, белетристика, есета, литературоведски статии, публикувани в списанията „Пламък“, „Летописи“, „Съвременник“, „Литературна мисъл“, „Език и литература“, „Философия“, „Демократически преглед“, както и във вестниците „Литературен форум“, „Литературен вестник“, „Век 21“ и др.
Член на Сдружение на българските писатели.

### Литературознание и есеистика
- Яворов – Ботев: модернизъм и мит. Атавистичната памет на езика. София: Просвета, 2009.
- Поезията на 1990-те: Българско и постмодерно. Пловдив: Жанет-45, 2010, 300 с. ISBN 978-954-491-628-2.
- Българският постмодернизъм ХХІ – ХІХ в. Към философията на българската литература. Пловдив: Жанет-45, 2016, 280 с. ISBN 978-619-186-262-7.
- Анималистиката на Емилиян Станев - биополитически и философски проблеми. Критика на политическото. Станев и Хайдегер. София: Книги за всички, 2019, 444 с. ISBN 978-619-7535-03-7.

### Поезия
- „Разпадащото се момче“ (след спечелване на конкурс; първа награда за дебютна поезия на ИК „Пан“, 1993).
- „Неандерталецът“ – поезия, 1995.
- „Венеция“ – поезия, 1997.
- „Сантиментална география“ – поезия, София: ПАН, 2000, 94 с. ISBN 954-657-241-1.
- „Америките ни“ – поезия, 2002.
- „Лисабон или Краят на поезията“ – поезия, Пловдив: Жанет-45, 2007, 54 с. ISBN 978-954-491-328-1.
- „Пантеизъм и емпириокритицизъм“ – поезия, София: Ръжана-Ю, 2012, 126 с. ISBN 978-954-92527-3-6.
- „Тотемът на вълка. Неполитическото“ – стихотворения и фрагменти, София: Small Station Press, 2013, 112 с. ISBN 978-954-384-013-7.
- „Поетът е хтонично същество“ – стихотворения и фотографии, София: Ерго, 2015, 80 с. ISBN 978-954-8689-71-7.

### Проза
- „Бягството на заека“ – разкази, 1996
- „Граници на забавяне“ – разкази, Пловдив: Жанет-45, 2013, 156 с. ISBN 978-954-491-979-5.
- „Голямо червено слънце, самотни електрически светлини“, София: Ерго, 2019, 128 с. ISBN 978-619-7392-48-7.

## Награди
- 1992. Първа награда „Дебют'92“ – изд. „Пан“ – за кн. „Разпадащото се момче“
- 2001. Първа награда за радиопиеса на програма „Христо Ботев“ – БНР, за пиесата „Само една малка смърт“, реж. Николай Ламбрев (сп. „Театър“, бр. 10 – 12, 2002, с.49 – 54)
- 2003. Номинация за национална награда „Хр. Г. Данов“ – Пловдив, категория „Българска художествена литература“, за кн. „Америките ни“
- 2013. Наградата „Дъбът на Пенчо“ – за книгата „Тотемът на вълка. Неполитическото“[3]
- 2014. Новоучредената национална литературна награда „Биньо Иванов“ – за принос в развитието на българския поетически синтаксис (за книгата „Тотемът на вълка. Неполитическото“)[4]